# Sân vận động Melbourne Rectangular
Sân vận động Melbourne Rectangular (tiếng Anh: Melbourne Rectangular Stadium), được gọi là AAMI Park vì lý do tài trợ, là một sân vận động thể thao ngoài trời nằm trên địa điểm của Edwin Flack Field trong Khu liên hợp thể thao và giải trí Melbourne ở Trung tâm Thành phố Melbourne.
Sân trở thành sân vận động hình chữ nhật lớn đầu tiên của Melbourne sau khi được hoàn thành vào năm 2010. Trước khi sân được xây dựng, các sân vận động lớn nhất được đưa vào sử dụng là Melbourne Cricket Ground (MCG) và Sân vận động Docklands. Đây là những sân vận động có mặt sân hình bầu dục và phù hợp với môn bóng bầu dục Úc hoặc cricket. Sân vận động hình chữ nhật lớn nhất trước đây của Melbourne, Công viên Olympic, là một sân vận động điền kinh.
Những đội thể thao thuê chính của sân vận động này là các đội rugby Melbourne Storm thuộc National Rugby League, Melbourne Rebels thuộc Super Rugby, và các đội bóng đá Melbourne Victory FC và Melbourne City FC thuộc A-League. Đây là một trong năm địa điểm tổ chức Cúp bóng đá châu Á 2015. Tại Asian Cup 2015, sân đã tổ chức trận khai mạc và sáu trận đấu khác, bao gồm một trận tứ kết. Sân vận động cũng đã tổ chức các trận đấu của Four Nations vào năm 2010 và 2014, cũng như các trận đấu của Giải vô địch rugby league thế giới 2017. Sân sẽ tổ chức các trận đấu của Giải vô địch bóng đá nữ thế giới 2023.
Được gọi là Sân vận động Melbourne Rectangular trong quá trình xây dựng, sân được đặt tên là AAMI Park vào ngày 16 tháng 3 năm 2010, sau khi ký hợp đồng tài trợ 8 năm với công ty bảo hiểm AAMI.

## Các trận đấu tại Cúp bóng đá châu Á 2015

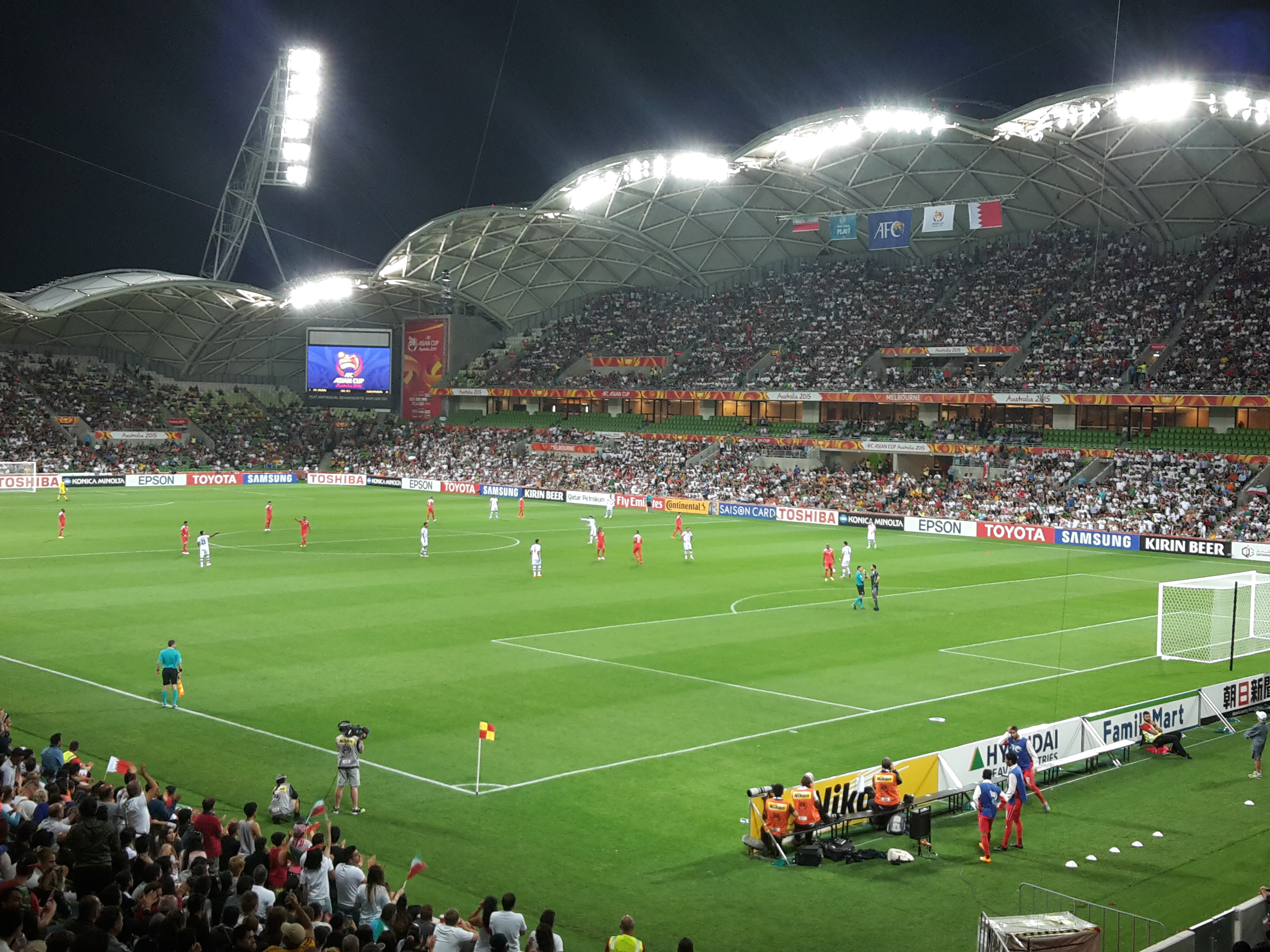
Trận đấu giữa Iran và Bahrain tại Cúp bóng đá châu Á 2015

| Ngày                | Đội #1            | Kết quả | Đội #2      | Vòng   | Khán giả |
| ------------------- | ----------------- | ------- | ----------- | ------ | -------- |
| 9 tháng 1 năm 2015  | Úc                | 4–1     | Kuwait      | Bảng A | 25.231   |
| 11 tháng 1 năm 2015 | Iran              | 2–0     | Bahrain     | Bảng C | 17.712   |
| 14 tháng 1 năm 2015 | CHDCND Triều Tiên | 1–4     | Ả Rập Xê Út | Bảng B | 12.349   |
| 16 tháng 1 năm 2015 | Palestine         | 1–5     | Jordan      | Bảng D | 10.808   |
| 18 tháng 1 năm 2015 | Uzbekistan        | 3–1     | Ả Rập Xê Út | Bảng B | 10.871   |
| 20 tháng 1 năm 2015 | Nhật Bản          | 2–0     | Jordan      | Bảng D | 25.016   |
| 22 tháng 1 năm 2015 | Hàn Quốc          | 2–0     | Uzbekistan  | Tứ kết | 23.381   |